# Alto Santa Maria
Alto Santa Maria é um distrito do município de Santa Teresa, no estado de Espírito Santo. O distrito possui cerca de 3 800 habitantes e está situado na região noroeste do município.